# Míla Doleželová
Míla Doleželová, vlastním jménem Bohumila Doleželová (12. listopadu 1922 Prostějov – 30. prosince 1993 Telč), byla akademická malířka, jejímž hlavním tématem byli cikáni, jejich emocionální život a s nimi spojená témata. Žila a zemřela na Vysočině, kde po ní zůstalo monumentální dílo sestávající jednak z fresek (lékárna v Jihlavě…), jednak z velkého množství (asi 600) olejomaleb a grafik. Známé jsou i její ilustrace k Příběhům dávné Indie a k cikánským pohádkám, které vyšly pod názvem Zpívající housle.

## Život
Narodila 12. listopadu 1922 v Prostějově. Ve čtrnácti letech odešla do učení na dámskou kloboučnici. Poté pracovala v Prostějově a v Plzni, kde u své tety přežila válku. V roce 1945 začala navštěvovat Státní grafickou školu v Praze, té však po roce studia zanechala. V roce 1946 byla přijata do druhého ročníku grafického ateliéru AVU vedeného Vladimírem Puklem. Ke studiu jí byl udělen dispens, který jí z důvodu výrazného nadání povoloval studium navzdory tomu, že neměla maturitu. Studia dokončila v roce 1950 a následující čtyři roky na AVU působila jako odborná asistentka. Od roku 1954 se věnovala především olejomalbě, roku 1957 pak podnikla na východním Slovensku etnografické bádání o životě Romů.

### Léta v Klatovci
Z AVU na vlastní žádost odešla a od roku 1957 společně s matkou a Jiřím Marešem (od následujícího roku manželem) žila v bývalé cihelně u obce Jihlávka. V roce 1961 se všichni přestěhovali do malé vesničky Klatovec nedaleko Javořice, v centrální části Vysočiny. V tomto období se celá rodina potýkala s velkými materiálními problémy. Třebaže ale v domě nebyla zavedena ani voda, ani elektřina, Doleželová se v samotě Vysočiny našla a v tomto období vytvořila největší množství olejomaleb a kreseb. V 50. a 60. letech byly se ústředním tématem její tvorby Romové. V téže době také uspořádala své první výstavy. Zlom nastal po její souborné výstavě v Galerii Vysočiny v Jihlavě (1966), kam zavítal mexický obchodník s obrazy a prakticky celou výstavu skoupil. V roce 1967 též prodala 25 obrazů do USA. Následovaly její výstavy v Miami na Floridě (1967), v Chicagu (1969) a Mexiku (1971).  V roce 1967 vstoupila do Sdružení výtvarných umělců Vysočiny.

### Telč a obrat k náboženským tématům
V roce 1972 koupila s manželem dům v Telči (na domě je dnes umístěna pamětní deska). V této době se Doleželová zaměřila na náboženská témata. V roce 1978 získala zakázku na obrazový cyklus Křížové cesty pro slavonický kostel, soubor však nakonec nebyl osazen a dnes je v soukromé sbírce. Poslední etapa malířčina života byla poznamenána jednak úmrtím jejích blízkých, ale rovněž skutečností, že pro praktický život neměla nadání. Problematické pro ní bylo i objednat si dovoz obědů z telčské restaurace. V Telči tvořila až do své smrti. Poslední léta však trávila v naprostém osamění: v roce 1978 jí zemřela matka, která s oběma malíři do té doby žila, a v lednu 1984 ve věku padesáti dvou let její o mnoho let mladší manžel. Jeho smrt Doleželovou silně zasáhla, na několik měsíců přestala tvořit a uzavřela se před lidmi. Zemřela sama 30. prosince 1993.

## Dílo
V díle se Doleželová inspirovala byzantskými ikonami a orientálním uměním (odtud přezdívka „malířka velkých očí“). Hlavními tématy jí byli Romové, u nichž nacházela zdroj prostého a čistého života. Po smrti jejích blízkých do popředí vystoupily náboženské motivy: především novozákonní. Pozůstalost autorky čítá téměř 2000 prací (kresby, malby, fresky, knižní ilustrace). 

### Výstavy za života autorky
- Cigáni, Praha 1960, Ústřední divadlo československé armády (foyer), 1. 2. – 15. 3. 1960.
- Obrazy Míly Doleželové, Brno 1961, Dům Pánů z Kunštátu, 18. 3. – 16. 4. 1961.
- Míla Doleželová, výstava obrazů, Praha 1963, Krajský projektový ústav (KPÚ, klubovna), 4. 3. – 23. 3. 1963.
- Míla Doleželová, Jiří Mareš, Jihlava 1966/1967, Krajská galerie v Jihlavě, 18. 12. 1966 – 29. 1. 1967.
- Mila Dolezelová, Miami 1967, Gulf American Gallery v Miami (USA), říjen 1967.

### Významné knižní ilustrace
- Dušan Zbavitel, Odpor. Výbor z povídek mladých bengálských autorů. Československý spisovatel, Praha 1951
- Josef Sekera, Děti z hliněné vesnice. Československý spisovatel, Praha 1952.
- Marie Voříšková, Cikánské pohádky (Zpívající housle). Praha 1966.
- Alcides Arguedas, Bronzové plémě. Odeon, Praha 1968.
- Vladimír Miltner, Příběhy bájné Indie. Práce, Praha 1973.

### Fresky
- Bezejmenná freska, nedatováno, Klatovec, usedlost č. p. 26.
- Mateřství, 1964 Nymburk, mateřská škola.
- Rodina (Moře), 1968 Praha, Jugoslávská vinárna Beograd.
- Milenci, 1968, Praha, Jugoslávská vinárna Beograd.
- Láska a Milosrdenství, 1974, Jihlava, lékárna, Masarykovo náměstí 33.

### Osudy díla
Národní galerie v Praze neměla zájem o její souborné dílo a nepřevzalo jej ani brněnské Muzeum romské kultury. Vlastní i manželovu pozůstalost proto odkázala dominikánům. Ti splnili její přání a v jihlavském dominikánském klášteře byla po tři roky stálá galerie jejích obrazů. Část z nich pak propadla jako zástava při rekonstrukci kláštera na hotel, dominikáni totiž nebyli schopni uhradit přestavbu ze svých prostředků, proto tedy část postoupili tehdejší firmě Průmyslové stavby, dnešní stavební společnosti PSJ. Zbylá část díla je vystavena v dominikánském klášteře v Jablonném v Podještědí. Největším majitelem díla Míly Doleželové zůstává firma PSJ, a.s., jmenovitě pak její nadace Jindřicha a Ičky Waldesových, jíž je firma zřizovatelem.